# Kult Edwarda Rydza-Śmigłego

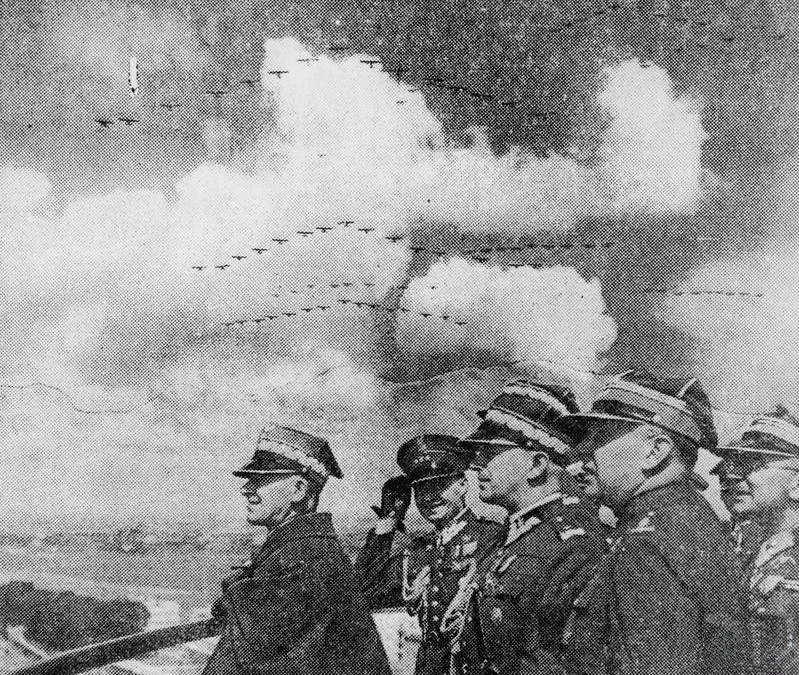
Edward Śmigły-Rydz i jego sztab – fotografia propagandowa z 1939, mająca ukazywać rzekomą potęgę polskiego lotnictwa. Zdjęcie jest fotomontażem, w rzeczywistości ukazuje ono samoloty nie polskie, lecz niemieckie siły powietrzne w formacji lotniczej na zjeździe NSDAP w Norymberdze w 1937 roku

Kult Edwarda Rydza-Śmigłego – budowany w ostatnich latach II Rzeczypospolitej wokół osoby generała, a później marszałka Edwarda Śmigłego-Rydza kult jednostki. Polegał on na przedstawianiu go jako znakomitego dowódcy i przywódcy politycznego całego narodu polskiego, a przede wszystkim kontynuatora myśli i działań Józefa Piłsudskiego.
Kult Śmigłego-Rydza funkcjonował w propagandzie aparatu państwowego i ideologii Obozu Zjednoczenia Narodowego. Wizerunki marszałka pojawiały się na plakatach rozwieszanych na ulicach oraz portretach umieszczanych w instytucjach państwowych. Marszałek był honorowym członkiem wielu organizacji, obywatelem honorowym kilkunastu miast, jego imieniem nazywano ulice, obiekty i instytucje. Edward Śmigły-Rydz był także bohaterem propagandowych utworów literackich.
Klęska podczas kampanii wrześniowej i opuszczenie wojsk polskich przez Naczelnego Wodza Śmigłego-Rydza, który został internowany w Rumunii oraz rozpad struktur państwa rządzonego przez władze sanacyjne, zakończył okres propagowania kultu marszałka przez instytucje państwowe.

## Wzrost znaczenia Śmigłego-Rydza w obozie sanacyjnym po śmierci Piłsudskiego
W nocy z 12 na 13 maja 1935, tuż po śmierci Józefa Piłsudskiego, podczas posiedzenia Rady Gabinetowej, prezydent Ignacy Mościcki zadecydował, że Generalnym Inspektorem Sił Zbrojnych zostanie gen. Edward Rydz-Śmigły. Jego kontrkandydatem do objęcia tego stanowiska był gen. Kazimierz Sosnkowski. Decyzję prezydenta poparł ówczesny premier, Walery Sławek. Zarówno prezydent, jak i szef rządu dokonali tego wyboru licząc na to, że nowy Generalny Inspektor zajmie się działalnością wojskową, nie interesując się polityką (w przeciwieństwie do Sosnkowskiego, który miał pewne ambicje polityczne). Po śmierci Piłsudskiego w obozie sanacyjnym zaczął narastać konflikt pomiędzy premierem Sławkiem a mającym coraz poważniejsze aspiracje polityczne prezydentem Mościckim. Rydz-Śmigły darzył niechęcią szefa rządu, zawarł więc nieformalny sojusz z głową państwa. Efektem tego była marginalizacja Sławka wewnątrz obozu rządzącego, upadek jego gabinetu i powołanie nowego rządu Mariana Zyndrama-Kościałkowskiego. W maju 1936 podał się on do dymisji, a misję sformowania nowego gabinetu otrzymał Felicjan Sławoj Składkowski, popierany przez Generalnego Inspektora. W Radzie Ministrów zasiedli także politycy określani nieoficjalnie jako „ministrowie Rydza”: Tadeusz Kasprzycki, Juliusz Ulrych i Witold Grabowski.
Już podczas swego exposé, nowy premier szczególnie mocno nawiązał do postaci Śmigłego-Rydza, jako kontynuatora działań Piłsudskiego. Jak stwierdził, objął stanowisko szefa rządu z rozkazu prezydenta i Generalnego Inspektora. Składkowski podkreślał, że pomimo śmierci Piłsudskiego, nadal posiadamy wodza, który sprawuje czujny nadzór nad duszą narodu. Jak twierdził, wodzowi temu powinno się oddać wszystkie siły aż po ostatnią kroplę krwi. Opisał także konieczność utworzenia ośrodka jednolicie kierowanej woli.
W tym czasie znaczenie Śmigłego-Rydza znacząco wzrosło – przez prasę rządową kreowany był on na osobę kontynuującą poczynania Józefa Piłsudskiego. Podjęto próbę stworzenia wokół jego osoby swoistego kultu, wzorowanego na tym otaczającym poprzednika Śmigłego-Rydza. Sam generał początkowo nie miał ambicji czysto politycznych. Jednak po śmierci pierwszego marszałka, sytuacja się zmieniła. Część źródeł przypisuje ten fakt przemożnemu wpływowi żony Śmigłego-Rydza, Marty. Wielu ze zwolenników generała (m.in. Wojciech Stpiczyński i Bogusław Miedziński) widziało w jego osobie czynnik jednoczący, którego brakowało po śmierci Piłsudskiego. Często podkreślano, że Śmigły-Rydz został Generalnym Inspektorem Sił Zbrojnych zgodnie z ostatnią wolą pierwszego marszałka.

## Obóz Zjednoczenia Narodowego

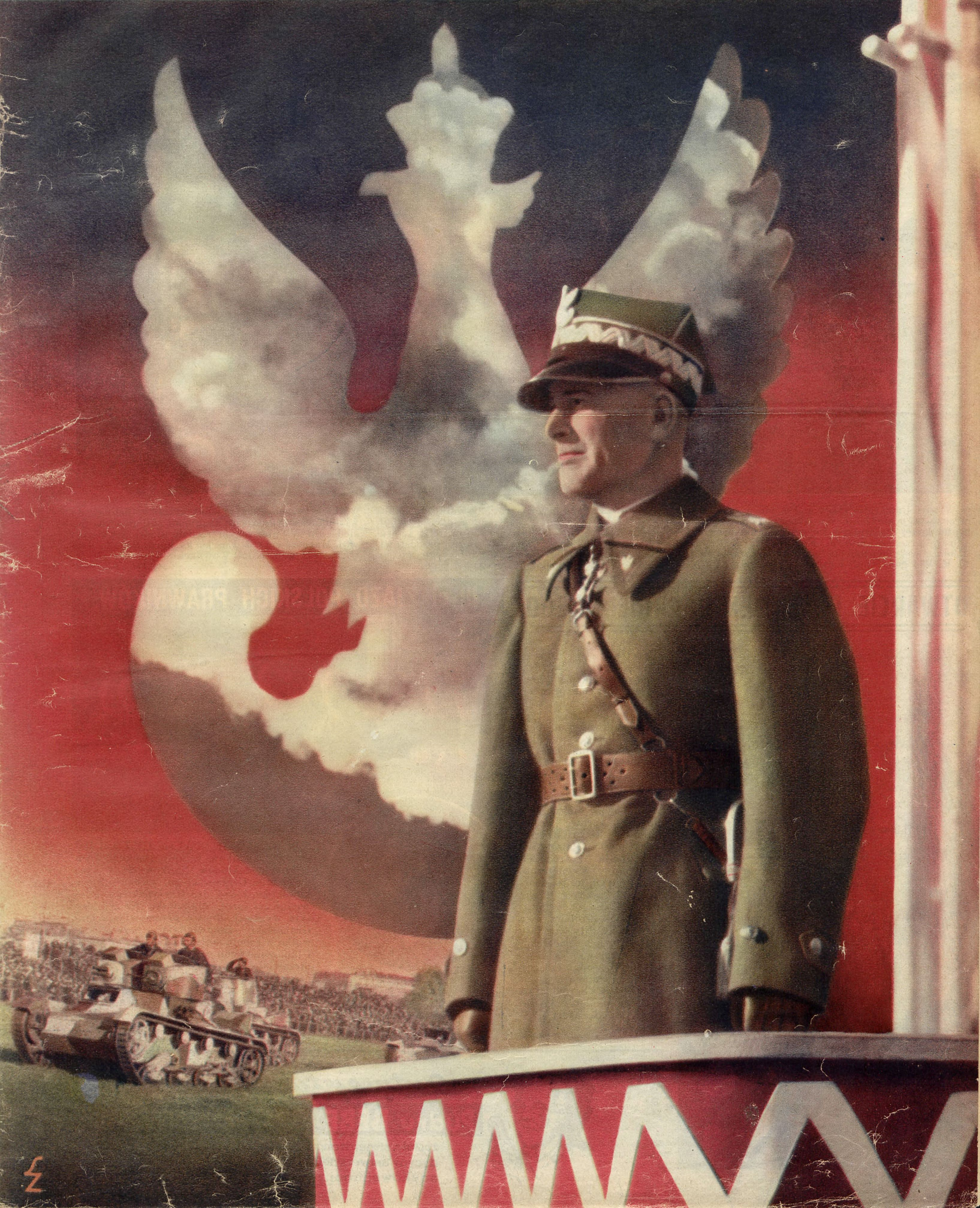
Plakat propagandowy z 1937 przedstawiający marszałka Śmigłego-Rydza na tle polskiego orła wojskowego i czołgów

Utworzenie Obozu Zjednoczenia Narodowego zostało zapowiedziane przez Śmigłego-Rydza 24 maja 1936 na Zjeździe Legionistów w Warszawie. Od czasu tej deklaracji nastąpił gwałtowny wzrost liczby publikacji gloryfikujących jego osobę w prasie rządowej. Pomimo faktu posiadania niezwykle mocnej pozycji w obozie sanacyjnym, formalnie Edward Śmigły-Rydz nie pełnił najbardziej eksponowanych funkcji państwowych. 13 lipca 1936 premier Składkowski wydał okólnik, w którym wprowadził odgórnie kult generała jako pierwszej w Polsce osoby po Panu Prezydencie Rzeczypospolitej: 

Zgodnie z wolą Pana Prezydenta Rzeczypospolitej Ignacego Mościckiego zarządzam co następuje: Generał Śmigły-Rydz, wyznaczony przez Pana Marszałka Józefa Piłsudskiego, jako Pierwszy Obrońca Ojczyzny, pierwszy Współpracownik Pana Prezydenta Rzeczypospolitej w rządzeniu Państwem, ma być uważany i szanowany, jako pierwsza w Polsce osoba po Panu Prezydencie Rzeczypospolitej. Wszyscy funkcjonariusze państwowi z prezesem Rady Ministrów na czele okazywać Mu winni objawy honoru i posłuszeństwa.

 Dokument ten naruszał porządek państwowy ustalony przez konstytucję kwietniową, według której w osobie prezydenta RP skupia się jednolita i niepodzielna władza państwowa (art. 2 ust. 4), zaś jego zastępcą, przy tym bez tytułu „drugiej osoby w państwie”, był marszałek Senatu (art. 23).

Okólnik ten był złamaniem konstytucji i Składkowski powinien był odpowiadać za jego wydanie przed Trybunałem Stanu. Mniejsza oczywiście o tę „drugą osobę”, jakkolwiek i to nie było w porządku, bo drugą osobą w państwie był marszałek senatu, skoro w razie śmierci lub rezygnacji prezydenta był wyznaczony na jego zastępcę do chwili elekcji nowego prezydenta. Ale instytucja „drugiej osoby” nie była przewidziana w konstytucji, więc ta kwestia, redukująca się do porządku ustawiania foteli na nabożeństwach i uroczystościach, co tak interesowało i przejmowało Rydza, miała znaczenie drugorzędne. Inaczej było z „posłuszeństwem”, którego dla Rydza Składkowski od ministrów w okólniku wymagał. Żądanie to łamało, druzgotało całą konstrukcję Konstytucji 23 kwietnia, wywracało ją do góry nogami. Według tej konstytucji rząd, sejm, sądy, wojsko i kontrola państwowa pozostawały pod zwierzchnictwem prezydenta, generalnego inspektora sił zbrojnych prezydent mianował bez kontrasygnaty. Miało to wszystko na celu całkowite wyodrębnienie władzy generalnego inspektora sił zbrojnych z zależności od rządu i sejmu, izolowanie go od polityki wewnętrznej. Prezydent miał jakby dwa ramiona: jedno – władzy cywilnej, rządowej, politycznej, odpowiedzialnej przed sejmem, tj. rząd; drugie – władzy wojskowej, apolitycznej, przed sejmem nie odpowiedzialnej, tj. generalnego inspektora sił zbrojnych. Okólnik Składkowskiego umieścił Rydza pomiędzy prezydentem i rządem, czyli wprowadził go z powrotem w politykę, uczynił z niego jakąś instancję pośrednią pomiędzy prezydentem a rządem, uczynił go także odpowiedzialnym za rząd, bo przecież odpowiada się za ludzi, którzy wobec ciebie są obowiązani do posłuszeństwa.

10 listopada 1936 prezydent Mościcki mianował generała broni Edwarda Śmigłego-Rydza Marszałkiem Polski oraz odznaczył Orderem Orła Białego. Zostało to bardzo sceptycznie przyjęte przez część obozu sanacyjnego, szczególnie najstarszych piłsudczyków, którzy uważali, że godność ta należała się jedynie Piłsudskiemu. Nadanie najwyższego stopnia wojskowego Śmigłemu-Rydzowi nazywano ironicznie buławizacją.
21 lutego 1937 przedstawiono deklarację ideową OZN. Została ona stworzona przez samego marszałka, we współpracy z Adamem Kocem i Bogusławem Miedzińskim. Ważnym elementem ideologii OZN była „konsolidacja narodu” wokół armii i jej Naczelnego Wodza. Śmigły-Rydz miał przygotowywać Polaków do nadchodzącej wojny. Ukazywany był jako osoba stojąca ponad bieżącymi konfliktami politycznymi, partiami, którego myśl powinna stać się wskaźnikiem dla programów i działań wszystkich organizacji działających w państwie. Postać Śmigłego-Rydza była stale eksponowana przez rządowe media, które informowały o wszystkich szczegółach jego życia (angina, polowanie), publikowała jego zdjęcia, a także nawet takie przemówienia, które nic nie wnosiły do życia politycznego; podkreślała, iż Rydz-Śmigły zawsze był obecny tam, gdzie najbardziej go potrzebowano. Charakterystyczną cechą zainteresowania prasy wodzem było odsunięcie – w czasach nasilającego się zagrożenia ze strony Niemiec – na drugi plan innych postaci OZN, jak Stanisław Skwarczyński czy Zygmunt Wenda.
Kult Śmigłego-Rydza był szeroko wykorzystywany przez propagandę OZN podczas kryzysu litewskiego w marcu 1938. Wyzyskano wówczas incydent graniczny, który zakończył się śmiercią polskiego żołnierza. Z tego okresu pochodzi hasło: Wodzu, prowadź na Kowno! Było ono rozpowszechniane nieoficjalną drogą przez OZN, liczące na wzmocnienie popularności marszałka po wymuszonym przez Polskę nawiązaniu stosunków dyplomatycznych z Litwą. Podobnie było z zajęciem Zaolzia przez oddziały polskie w październiku 1938. Ludność polska owacyjnie witała Śmigłego-Rydza po jego przybyciu do Cieszyna 12 października. Był to okres szczytowej popularności marszałka i obozu sanacyjnego wśród społeczeństwa.

## Przejawy kultu Śmigłego-Rydza

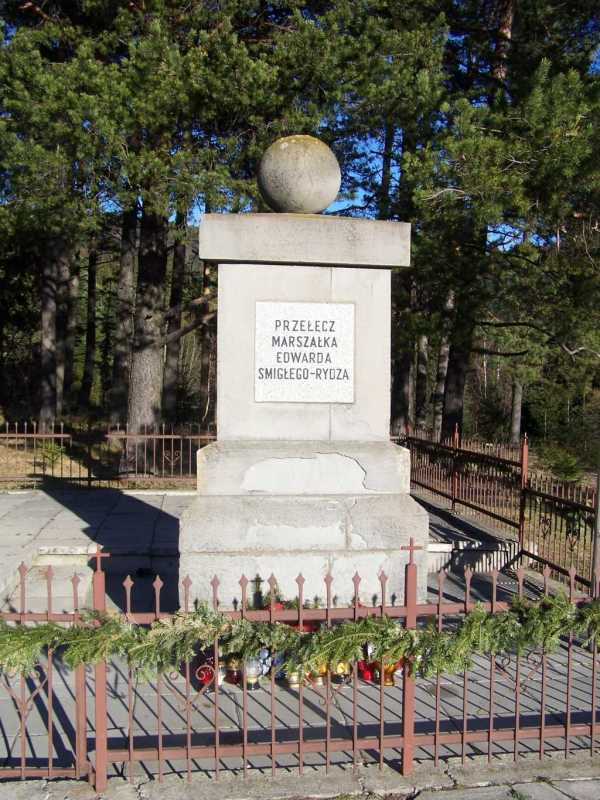
Pomnik Śmigłego-Rydza na Przełęczy Śmigłego-Rydza

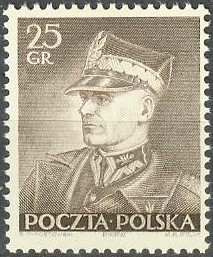
Podobizna Śmigłego-Rydza na znaczku pocztowym z 1937

Przejawami kultu wojskowego były m.in. rozwieszane na ulicach plakaty, na których portret generała widniał na tle postaci Piłsudskiego. Ponadto imieniny Śmigłego-Rydza (18 marca) zaczęto obchodzić podobnie jak święto państwowe (w oddziałach wojskowych, szkołach, jednostkach Związku Strzeleckiego odbywały się imprezy okolicznościowe, a w prasie drukowano artykuły poświęcone). W prasie pojawiły się artykuły na jego cześć, w urzędach i na pocztach rozwieszano jego portrety, plakaty z hasłami podkreślającymi wierność obywateli Generalnemu Inspektorowi. Poeta Henryk Zbierzchowski w 1937 napisał dla Marszałka Balladę imieninową. Niezwykle popularna w wojsku (i uczona w niektórych szkołach) była także piosenka ze słowami autorstwa Adama Kowalskiego: 

Naprzód, żołnierze stara wiara, młode zuchy.
Za Śmigłym-Rydzem pomni jego w boju chwał,
On nas wywiedzie cało z każdej zawieruchy,
Sam Komendant, sam Komendant nam go dał,
Sam Komendant, sam Komendant,
Nam go na Wodza dał!
Marszałek Śmigły-Rydz, nasz drogi, dzielny Wódz,
Gdy każe, pójdziem z nim najeźdźców tłuc.
Nikt nam nie ruszy nic, nikt nam nie zrobi nic,
Bo z nami Śmigły, Śmigły, Śmigły-Rydz!
W brzasku wolności w krwi i ogniu nam przewodził.
Zwycięskim szlakiem do Kijowa wiódł nas bram.
Jak szeregowiec z piechurami w piachu brodził,
Dobry przykład, dobry przykład dawał nam,
Dobry przykład, dobry przykład, zawsze dawał nam.

Na cześć marszałka zmieniono nazwę przełęczy Chyszówki na Przełęcz Rydza-Śmigłego oraz osady Żurawka pod Zaleszczykami na Śmigłowo. 18 obiektów w całej Polsce (domów ludowych, świetlic i klubów sportowych) otrzymało imię Śmigłego-Rydza. Wśród nich znalazł się np. most na Wiśle we Włocławku, otwarty we wrześniu 1937, aleja w Zakopanem – otwarta w grudniu 1938, ulica w Wilnie, Szkoła Pilotów Ligi Obrony Powietrznej i Przeciwgazowej w Świdniku – uruchomiona 4 czerwca 1939 oraz szkoła nr 48 w Warszawie, której imię Śmigłego-Rydza nadano 21 lutego 1939.
28 maja 1937 Minister Spraw Wojskowych nadał 11 Pułkowi Ułanów Legionowych nazwę „11 Pułk Ułanów Legionowych imienia Marszałka Edwarda Śmigłego-Rydza” oraz zarządził noszenie przez jego żołnierzy na naramiennikach kurtek i płaszczy – zamiast dotychczasowej numeracji – inicjałów „Ś.R.” z buławą marszałkowską.

Artykuły propagandowe szerzące kult Śmigłego-Rydza, przedstawiające go jako następcę Piłsudskiego, pojawiały się w prasie sanacyjnej, w tytułach takich jak Gazeta Polska i Zaczyn. W jednej z publikacji można było przeczytać: 

Polska wdzięczną jest Marszałkowi Śmigłemu-Rydzowi za pokojowe załatwienie zatargu z Litwą; Polska wdzięczną jest Naczelnemu Wodzowi Śmigłemu-Rydzowi za wiekopomne dni szczęścia i zwycięstwa w nieugiętej walce o Śląsk zaolziański i ta sama Polska widzi dzisiaj w Marszałku Śmigłem-Rydzu Żołnierza Wielkiego Marszałka Józefa Piłsudskiego, który nie odda odwiecznie polskiego Pomorza i nie da się odepchnąć od Bałtyku.

Książki gloryfikujące postać Śmigłego-Rydza napisali m.in.: Stanisław Strumph-Wojtkiewicz (Nasz Wódz, 1939), Henryk Cepnik (Edward Śmigły-Rydz. Generalny Inspektor Sił Zbrojnych. Zarys życia i działalności, 1936), Józef Teslar (Marszałek Śmigły-Rydz – życiorys, 1937), Stanisław Ziemak (Edward Śmigły Rydz – człowiek, żołnierz, obywatel, 1936), Roman Zawada (Opowieści żołnierskie o generale Śmigłym, 1936), Karol Koźmiński (Gen. Edward Rydz-Śmigły Generalny Inspektor Sił Zbrojnych. Szkic życiorysu, 1936), Ludwik Stolarzewicz (Edward Śmigły Rydz Marszałek Polski. Poradnik dla urządzającego obchody ku czci Naczelnego Wodza, 1937), Antoni Langer (Wódz Polski Marszałek Edward Śmigły Rydz, 1937) oraz Anatol Burski (Marszałek Edward Śmigły-Rydz, 1939).
W 1937 Poczta Polska wydała znaczki pocztowe o nominale 25 i 55 gr z podobizną marszałka.
Rzeźby przedstawiające Śmigłego-Rydza wykonali m.in. Jan Małeta, Henryk Kuna, Stanisław Popławski. Osoba wojskowego widnieje na obrazach Konstantego Szewczenki, Mariana Byliny, Jana Olszyny-Olszewskiego, Stefana Norblina, Danuty Munnich, Karola Kryńskiego oraz na szkicu Józefa Szperbera.
20 maja 1937 Uniwersytet Stefana Batorego w Wilnie nadał Śmigłemu-Rydzowi tytuł doktora medycyny honoris causa. W listopadzie 1938 tytuł doktora honoris causa nadała wojskowemu także Politechnika Warszawska. Również w 1938 takim samym wyróżnieniem uhonorował go Uniwersytet Warszawski (razem z Józefem Beckiem), a 27 października 1938 uczynił to Uniwersytet Jana Kazimierza we Lwowie (tytuły otrzymali wówczas też minister Beck i prezydent Mościcki).
Edward Śmigły-Rydz był honorowym obywatelem Brzeżan (od lipca 1936), Rzeszowa (1936), Łańcuta, Nowego Sącza (1936), Czeladzi (1937), Połańca (1937), Krotoszyna (8 czerwca 1937), Łęczycy (15 sierpnia 1937), Opoczna (18 lipca 1937), Radomia (1937), Kielc (1937), Suwałk (1938), Lubaczowa, Baranowa Sandomierskiego, Sosnowca (30 lipca 1937), Andrychowa (1938), Torunia (20 czerwca 1938), Radzymina (11 lipca 1938), Jasła (31 stycznia 1939), Włocławka, Bydgoszczy (wrzesień 1937), i województwa tarnopolskiego. 9 marca 1937 Rada Miejska Miasta Kozowej i Rady Gminne gmin wiejskich: Brzeżan, Budyłowa, Buszcza, Koniuch, Kozowej, Kurżan, Potutor, Pałuczy Małej, Narajowa Miasta, na uroczystym posiedzeniu, nadały swojemu wielkiemu synowi (...) za Jego niestrudzoną i ofiarną pracę dla dobra Ojczyzny, zapewniając Go o całkowitym poddaniu i przywiązaniu do Niego, jako do Wodza Narodu obywatelstwo honorowe ziemi brzeżańskiej. Dyplom wręczony został w dniu 18 marca 1937, w Warszawie, wraz z darem w postaci pięknego konia arabskiego z rzędem hetmańskim. Czteroletni wałach o imieniu „Farys” pochodził ze stadniny hr. Stanisława Antoniego Łąckiego w Posadowej.
4 czerwca 1939 Śmigły-Rydz, podczas pobytu w Lublinie, otrzymał honorowe obywatelstwa 20 miast leżących na Lubelszczyźnie. Nad dyplomami pracowali artyści i introligatorzy lubelscy, warszawscy, krakowscy, lwowscy. Dyplomy wypisane były ręcznie (prócz dyplomu z Włodawy) na pergaminie lub papierze i oprawione w skóry szlachetne, drzewo (czarny dąb) lub metal (np. dyplom „Chełm powiat” wykonany przez Władysława Ukleję z Chełma został zwinięty w rulon i złożony do metalowej puszki w kształcie wałka). Na dyplomach znalazły się pieczęcie gmin, odciśnięte w wosku.
Jednym z pierwszych przejawów uhonorowania Śmigłego-Rydza za życia było utworzenie w Wilnie nazwanego jego imieniem klubu sportowego.

## Krytyka
Kult wojskowego spotykał się z krytyką zarówno ugrupowań opozycyjnych wobec obozu sanacyjnego, jak i części piłsudczyków. Na przykład gen. Lucjan Żeligowski stwierdził, że Śmigły-Rydz robi się wodzem narodu, Marszałkiem, Hitlerem, Mussolinim. Maria Dąbrowska pisała, że pierwszy marszałek skazał Polskę na wielkość, a drugi z tego wyroku ją ułaskawił. Śmigłego-Rydza złośliwie nazywano też „Edwardem Wielkim”.
Zjawisko porównywano do tego występującego w krajach o ustroju totalitarnym. Jednak według m.in. Jacka Majchrowskiego, kult budowany wokół marszałka nie miał charakteru zbliżonego do rozwiązań pojawiających się np. w faszystowskich Włoszech – Śmigłemu-Rydzowi przypisywano cechy pragmatyczne, a nie nadprzyrodzone. Rydza-Śmigłego uważano za pierwszego żołnierza w państwie, symbol jego potęgi i integralności granic Polski. Kult wodza różnił się od włoskiej czy niemieckiej koncepcji faszystowskiej, ponieważ nie twierdzono, że Rydz-Śmigły jako jedyny ma prawo do interpretowania woli narodu. Podobnego zdania jest biograf Edwarda Śmigłego-Rydza, Ryszard Mirowicz, który dodaje, że Rydz-Śmigły nigdy nie podkreślał swoich cech wodzowskich, jego roli politycznej nie określały przepisy prawne, a dzięki poglądom nacjonalistycznym bez cech rasistowskich pozyskał wsparcie ze strony ugrupowań nacjonalistycznych, co osłabiło endecję.

## Klęska wojenna i śmierć

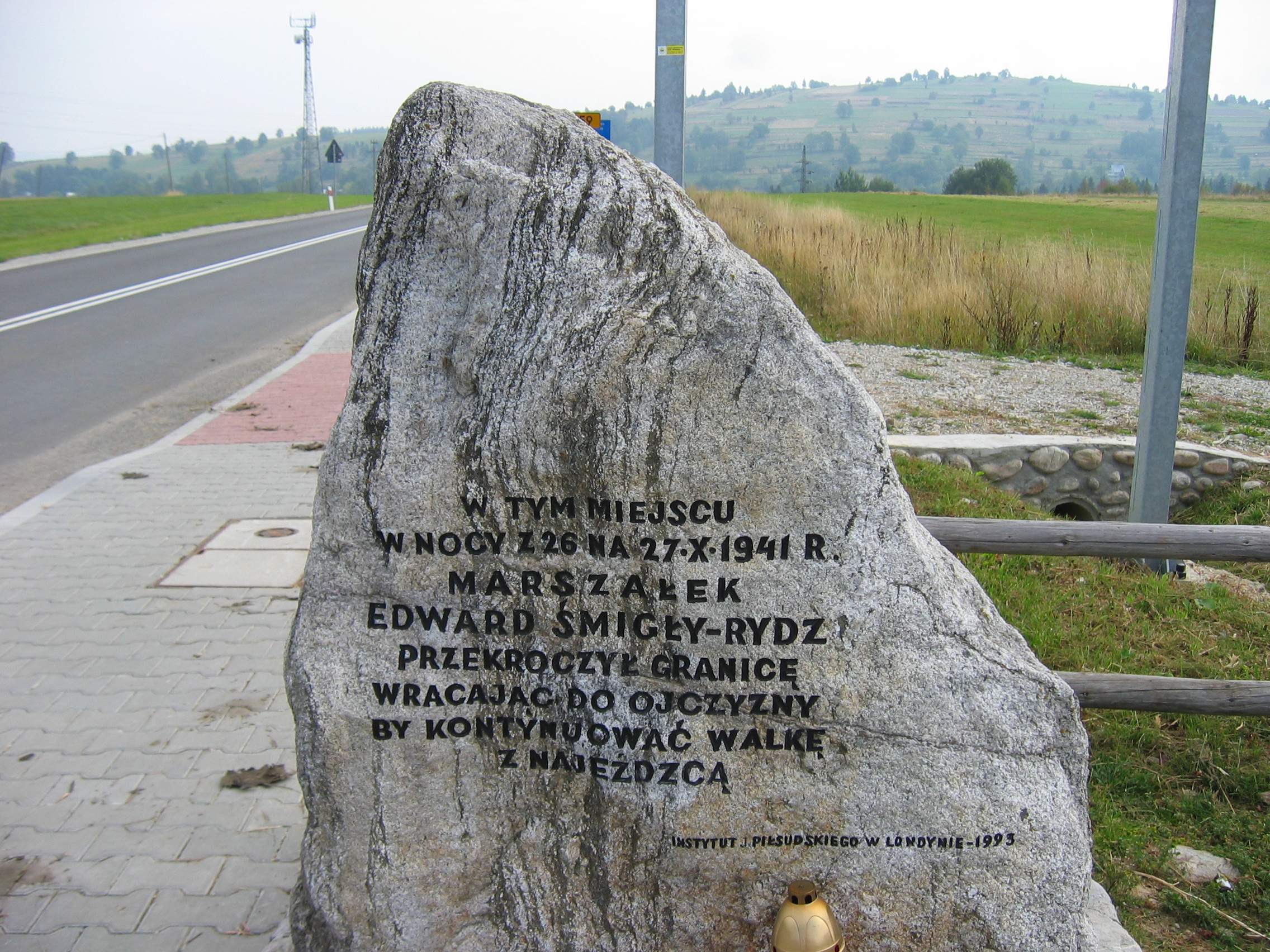
Miejsce przekroczenia granicy przez marszałka Edwarda Śmigłego-Rydza 27 października 1941 w Suchej Górze

1 września 1939 roku, po zaatakowaniu Polski przez Niemcy, prezydent RP Mościcki mianował Śmigłego-Rydza Wodzem Naczelnym i wyznaczył, w myśl art. 24 ust. 1 konstytucji kwietniowej następcą prezydenta RP na wypadek opróżnienia się urzędu przed zawarciem pokoju. Prezydent wezwał także obywateli do skupienia się wokół Naczelnego Wodza i armii: 

W tej chwili dziejowej zwracam się do wszystkich obywateli państwa w głębokim przeświadczeniu, że cały naród w obronie swojej wolności, niepodległości i honoru skupi się dookoła Wodza Naczelnego i sił zbrojnych oraz da godną odpowiedź napastnikowi, jak to się już nieraz działo w historii stosunków polsko-niemieckich.

 Ze względu na przewagę wojsk niemieckich, popełnione błędy w dowodzeniu oraz agresję 17 września wojsk radzieckich, 18 września 1939 marszałek Edward Śmigły-Rydz przekroczył granicę z Rumunią, krótko po północy przejeżdżając samochodem most graniczny na rzece Czeremosz. Następnego dnia został internowany. 27 października 1939 zrzekł się pełnionych funkcji Naczelnego Wodza i Generalnego Inspektora Sił Zbrojnych. Później przedostał się na Węgry. Pod fałszywym nazwiskiem udało mu się dotrzeć do Polski 27 października 1941. Edward Śmigły-Rydz zmarł w nocy z 1 na 2 grudnia 1941 roku w Warszawie, prawdopodobnie na zawał mięśnia sercowego. 6 grudnia pochowano go na warszawskich Powązkach. Grób (kwatera 139-IV-1) oznaczony został nazwiskiem „Adam Zawisza”.
Już w trakcie wojny środowiska opozycyjne względem obozu sanacyjnego rozpoczęły ostrą krytykę poczynań Śmigłego-Rydza podczas kampanii wrześniowej. Główne zarzuty pojawiły się m.in. w broszurze płk Alojzego Horaka Edward Rydz, Generalny Inspektor Sił Zbrojnych i Naczelny Wódz przed i podczas kampanii wrześniowej wydanej w 1943, przedrukowanej następnie w Londynie w publikacji Kraj pamięta, mówi, oskarża i żąda w 1944. Krytyka marszałka pojawiła się także w publikacjach Ksawerego Pruszyńskiego (Księga ponurych niedopowiedzeń, Londyn 1941 i 1000 mil od prawdy, Londyn 1941) i w poezji Mariana Hemara (Do generała, 1941). Poczynań Naczelnego Wodza bronili natomiast m.in. Mieczysław Norwid-Neugebauer (Kampania wrześniowa w Polsce, Londyn 1941) i Roman Umiastowski (12 mil do Warszawy... 30 mil od Paryża, Edynburg 1941).
Szczególnie ostro Śmigły-Rydz atakowany był przez publicystykę i historiografię PRL.

## Próby przywracania kultu Śmigłego-Rydza w III Rzeczypospolitej
Po 1989 pojawiły się bardziej wyważone oceny jego działalności, a nawet pewne przejawy kultu. Od 1994 na grobie Śmigłego-Rydza na warszawskich Powązkach znajdują się prawdziwe dane zmarłego. W szeregu miastach od jego nazwiska nazwano ulice, a w Warszawie także park na Powiślu (od 1992).